# Cherry Blossom (friandise)
 (janvier 2025).
Cherry Blossom est une friandise à  base de cerise enrobée de chocolat (en), avec de la noix de coco et de morceaux de cacahuètes rôties. Elle est très appréciée au Canada.

## Histoire
La recette de cette friandise a été élaborée au 19ᵉ siècle par Walter Lowney, un entrepreneur américain originaire du Massachusetts. Depuis les années 1890, elle est produite par la société canadienne Lowney.
Une usine Lowney est installée Sherbrooke en 1959 et y a produit le chocolat jusqu'en 1989, avant de relocaliser la production de cette friandise en Ontario.
La compagnie Hershey a mis fin à la production des Cherry Blossom en 2025.